# Cofradía del Santísimo Ecce Homo y Nuestra Señora de las Angustias (Zaragoza)
La Cofradía del Santísimo Ecce Homo y Nuestra Señora de las Angustias refundada en 1948 como cofradía penitencial, es una de las 25 participantes en la Semana Santa zaragozana.

## Orígenes
Los orígenes de la hermandad se remontan al año 1681 cuando desmontando el retablo de la iglesia de San Felipe y Santiago el Menor apareció una imagen de un Ecce Homo del siglo XIV que estaba oculta, si bien como hermandad procesional se incorporaron en el año 1948 como fruto del apostolado obrero. Su Sede Canónica se encuentra en la Iglesia de San Felipe y Santiago el Menor y su sede social se encuentra en la Iglesia de Nuestra Señora de Altabás en el barrio del Arrabal. A diferencia de la mayoría de las cofradías de la Semana Santa en Zaragoza, no tienen tambores, sino que utilizan matracas de mano y 2 matracas de campanario. Desde el año 2017 incorpora a su sonido varias timbaletas.
Tipos de miembros:
- Hermanos Numerarios
- Hermanos Infantiles
- Hermanos Bienhechores

## Hábito
El hábito se compone de una túnica negra con cíngulo blanco con 5 nudos, tercerol negro con el anagrama de la cofradía bordado por delante y guantes y zapatos negros.
También llevan  un sudario blanco con el anagrama de la cofradía colgando en el lado derecho del cíngulo, y del lado izquierdo, un gran rosario de madera.

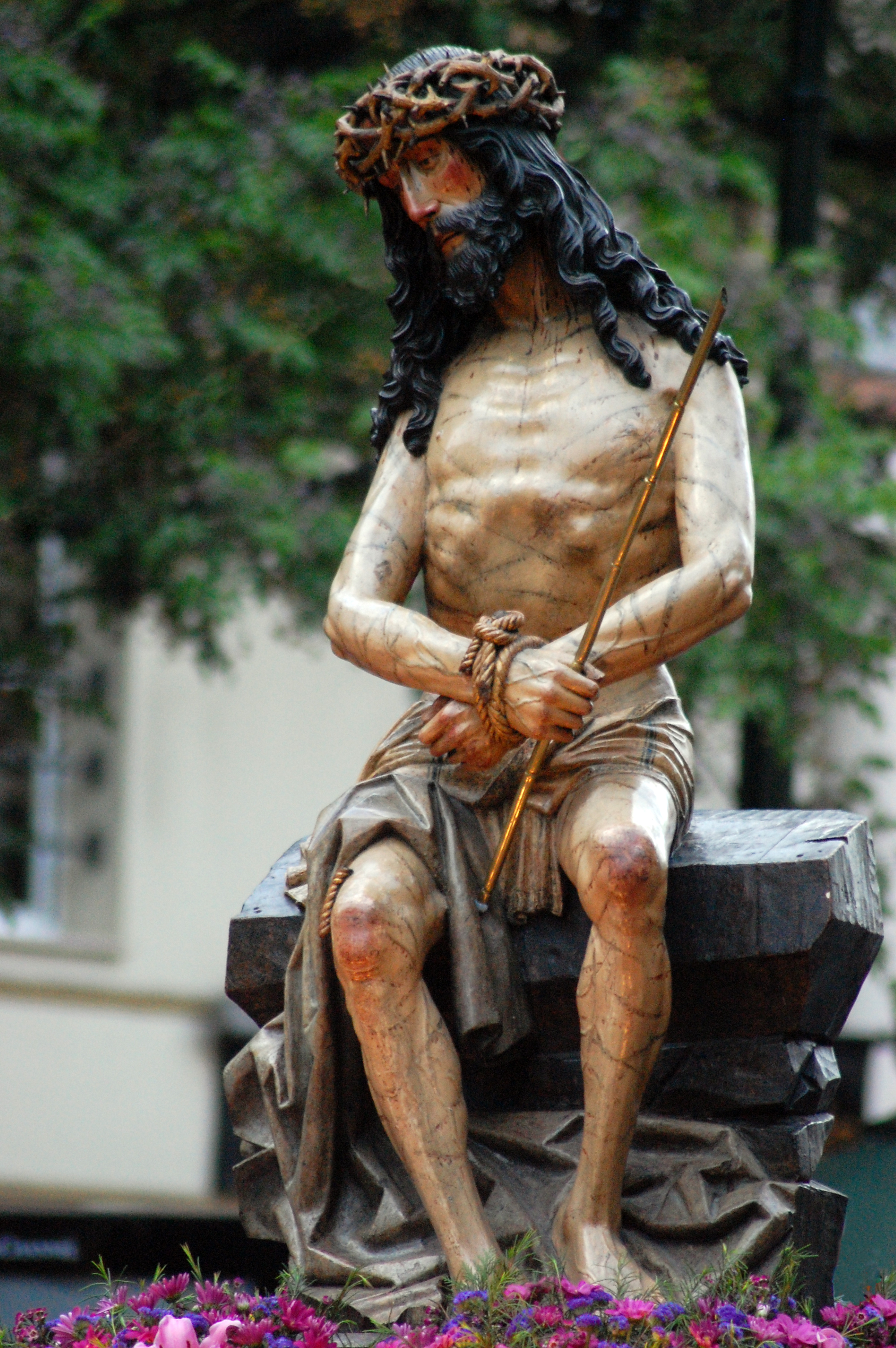
Santísmo Ecce Homo

## Estandarte
Es de raso blanco, con el emblema de la cofradía bordado en sedas de colores. El emblema de la cofradía es una cruz con el monograma de Cristo (INRI) y los atributos de la Pasión, clavos, corona de espinas y dos flagelos cruzados al pie. En la parte posterior figura el nombre de la Cofradía y una matraca de mano.